# Shotokan

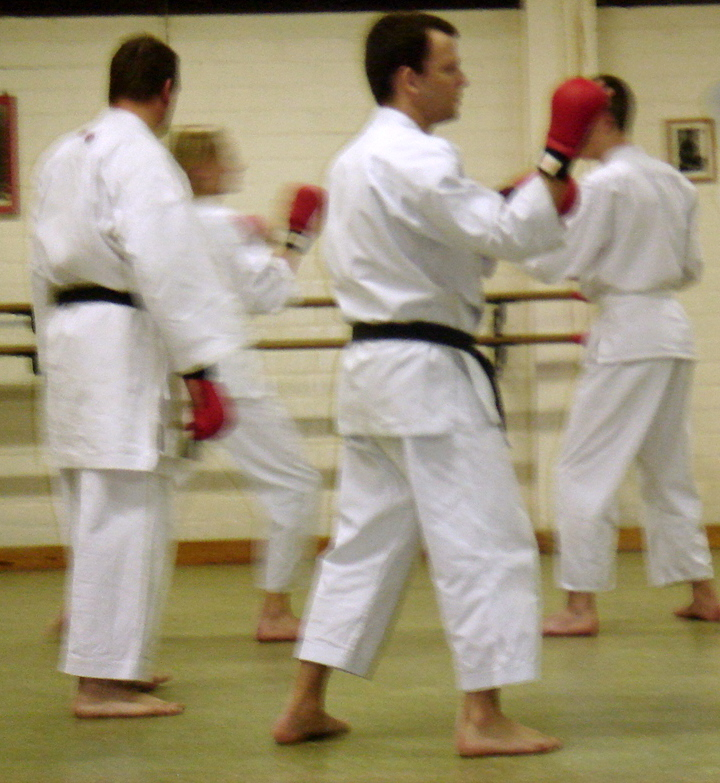
Beoefenaars van shotokan

Shotokan is de eerste en meest beoefende stijl van het moderne karate. Shotokan omvat lage standen en harde technieken. Verder wordt er veel geoefend op kihon (basisoefeningen), kata en kumite. De beoefenaars van shotokan hechten veel waarde aan de historische achtergrond van het karate en eren daarmee een lange traditie. Shotokan is een non/semi contact stijl die vooral bekendstaat om zijn lage standen en Kata (stijloefeningen).
De naam shotokan werd geïntroduceerd in 1939, toen de eerste karate-dojo werd geopend. Shotokan betekent letterlijk school van Shoto. Shoto, wat wuivende pijnbomen betekent, is de dichtersnaam van Gichin Funakoshi. Het ruisen van de pijnbomen gaf hem inspiratie voor zijn gedichten en de rust die benodigd is voor het beoefenen van karate. Deze eerste karateschool werd verwoest in 1945 bij een Amerikaanse luchtaanval.

## Geschiedenis

### Tode
Het moderne shotokan stamt uit Okinawa, een Japans eiland. Op Okinawa bestond al sinds 1470 een verbod op wapenbezit. 

Chinese gevechtsvormen, zowel met als zonder wapens, werden geïntroduceerd en in de loop der tijd aangevuld met technieken uit andere Aziatische landen met een gevechtstraditie. 
Het Tode of Te, de gevechtstechniek op Okinawa, bestond uit een ongewapende vorm (het latere Karate) en een gewapende vorm (het Okinawaanse kobudo). Alles werd in het geheim beoefend tot 1875 toen Okinawa een officieel deel werd van het Japanse keizerrijk. Dit hield tevens in dat de inwoners van Okinawa dienstplichtig werden en bij de keuringen hiervoor viel hun goede lichamelijke conditie op, die verkregen was door Tode. De Japanse regering was onder de indruk en gaf toestemming het Tode te onderwijzen op scholen in het gymnastiekprogramma. Omstreeks 1912 kregen officieren van de Japanse vloot karatetraining in Okinawa. In 1922 nodigde het Japanse Ministerie voor Onderwijs een karate-jutsu-expert, Gichin Funakoshi, uit om een demonstratie te geven. Hij gaf verschillende demonstraties aan universiteiten.

### Karate in Japan

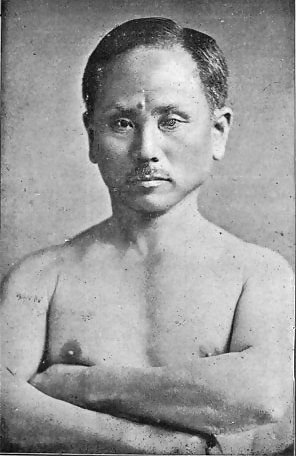
Gichin Funakoshi

Kort daarna kreeg Gichin de eer om zijn vechtkunsten te demonstreren aan het Keizerlijk Hof, meer bepaald aan keizer Hirohito. Deze was onder de indruk. Hoewel de keizer Gichin grote geldsommen en bedienden aanbood, weigerde Gichin dit. Hij wilde alleen een hut, een grote zaal en een tempel vlakbij. Daar onderwees hij anderen in Karate en reisde vaak door Japan om zijn kunst te promoten. 
In 1924 had Funakoshi aangetoond dat het wenselijk was het karate op te nemen als vast onderdeel van de lichamelijke opvoeding. De Keio-universiteit in Tokio was de eerste die hiervoor een dojo inrichtte en de universiteiten van Shoha, Waseda en Hosai volgden dit voorbeeld. Funakoshi's monopoliepositie bleef niet onaangetast en rond 1930 kwam ook Kenwa Mabuni naar Japan. Zij hadden beiden les gehad van de beroemde sensei Anko Itosu. Omstreeks 1932 hadden nagenoeg alle universiteiten dojo's voor karate-jutsu en het is begrijpelijk dat de Japanners het Karate verder ontwikkelden.

### Shotokan
Funakoshi trok zich meer en meer terug en het lesgeven werd steeds meer overgelaten aan zijn zoon Yoshitaka en andere van zijn leerlingen. Zij gaven het moderne shotokan vorm. Verder veranderde Funakoshi de benaming van de kata's en de Okinawabenaming werd veranderd in de Japanse benaming. Funakoshi onderwees zijn karatevorm voornamelijk door middel van kata; zijn standen waren hoog en hij introduceerde het kihon, maar schonk nauwelijks aandacht aan het kumite.
Zijn zoon Yoshitaka ging veel verder en hij was degene die de lage standen introduceerde. Hij ontwikkelde nieuwe traptechnieken zoals mawashi geri en ura mawashi geri. Hij ontwikkelde verder kumitevormen en huldigde het principe dat iedere aanval, iedere houding tot het uiterste moet worden ingezet, overdreven tot het extreme, zodat in situaties waarin je geremd bent, nog voldoende kracht over is om te overwinnen.

## Kata
In het shotokan beoefent men standaard de volgende 26 kata.
- Heian Shodan, Heian Nidan, Heian Sandan, Heian Yondan, Heian Godan
- Tekki Shodan, Tekki Nidan, Tekki Sandan
- Bassai Dai, Bassai Sho
- Kanku Dai, Kanku Sho
- Empi
- Jion, Jitte, Jiin
- Hangetsu
- Gankaku
- Meikyo
- Sochin
- Chinte
- Gojushiho Dai, Gojushiho Sho
- Nijushiho
- Wankan
- Unsu

Daarnaast worden de volgende kata soms beoefend.
- Taikyoku Shodan, Taikyoku Nidan, Taikyoku Sandan, Taikyoku Yondan, Taikyoku Godan, Taikyoku Rokudan
- Junro Shodan, Junro Nidan, Junro Sandan, Junro Yondan, Junro Godan
- Ten No kata
- Meikyo Nidan